# Вікторія Гессен-Дармштадтська
Вікторія Гессен-Дармштадтська (нім. Viktoria von Hessen-Darmstadt); при народженні Вікторія Альберта Єлизавета Матильда Марія Гессен-Дармштадтська (нім. Victoria Alberta Elisabeth Mathilde Marie von Hessen-Darmstadt з 1917 року Вікторія Маунтбеттен, маркіза Мілфорд-Гейвен (англ. Victoria Mountbatten, Marchioness of Milford Haven; 5 квітня 1863, Віндзор — 24 вересня 1950, Лондон) — дочка великого герцога Гессенського Людвіга IV і британської принцеси Аліси, онука королеви Вікторії, у шлюбі — маркіза Мілфорд-Гейвен, дружина Людвіга Олександра Баттенберга. Сестра російської імператриці Олександри Федорівни і великої княгині Єлизавети Федорівни, бабуся Філіпа, герцога Единбурзького, чоловіка королеви Єлизавети II.

## Біографія

### Раннє життя
Вікторія народилася в великодню неділю 5 квітня 1863 року у Віндзорському замку, Велика Британія у присутності своєї бабусі королеви Великої Британії Вікторії. Батьком новонародженої був наслідний Великий герцог Гессенський Людвіг (із 1877 року — Великий герцог Гессенський), а матір'ю — принцеса Аліса Великобританська та Ірландська, друга дочка королеви Вікторії і покійного на той час принца Альберта. Принцеса стала первістком у родині. Хрещена за лютеранським обрядом 27 квітня на руках у бабусі-королеви. Їй було дано ім'я Вікторія Альберта Єлизавета Матильда Марія Гессен-Дармштадтська (нім. Victoria Alberta Elisabeth Mathilde Marie von Hessen-Darmstadt ) з титулом Її великогерцогська Високість принцеса Гессенська і Прирейнська .
Перші три роки життя принцеса провела в Бессунгені, передмісті Дармштадта, поки родина не переїхала в Новий палац Дармштадта. З ранніх років і до повноліття ділила кімнату разом із молодшою сестрою Єлизаветою. Вікторія дуже любила читати і вела облік прочитаних книг, які свідчать про широкий діапазон інтересів принцеси.
Під час Австро-прусського вторгнення в Гессен Вікторія і Єлизавета були відправлені до Великої Британії, де перебували під наглядом бабусі. Під час франко-пруської війни 1870 року на території палацу був створений госпіталь, де Вікторія допомагала матері в їдальні, готуючи їжу для солдатів. У своїх спогадах вона писала про «сильний холод взимку і гарячий суп, що обпікав руку». У 1872 році, коли брату Вікторії принцу Фрідріху[en] виповнилося 18 місяців, лікарі діагностували у нього гемофілію. Хвороба справила на європейські королівські родини великий шок, у цьому ж році виповнилося рівно двадцять років із дня народження сина королеви Вікторії принца Леопольда, який страждав на гемофілію. Це стало першою ознакою спадкової природи гемофілії серед королівських дітей. У наступному році Фрідріх випав із вікна на кам'яні сходи. Принц помер через кілька годин.
На початку листопада 1878 році герцогську сім'ю вразила епідемія дифтерії. У сім'ї, в якій на той час народилося вже шестеро дітей, захворіли всі, крім принцеси Єлизавети. Упродовж декількох днів мати Вікторії, герцогиня Аліса, боролася з недугою, сама доглядала за хворими дітьми. 16 листопада 1878 року від дифтерії померла наймолодша з дочок, 4-річна Марія. Через кілька днів захворіла сама герцогиня, через два тижні її не стало. Вона померла в річницю смерті свого батька, принца Альберта 14 грудня. Будучи старшою дитиною в сім'ї, принцеса Вікторія взяла на себе господарські обов'язки і стала стежити за молодшими сестрами і братом. Пізніше вона писала: «Смерть моєї матері була непоправною втратою для нас… моє дитинство скінчилося із її смертю, тому що я була найстаршою і найбільш відповідальною…».

### Весілля і сім'я

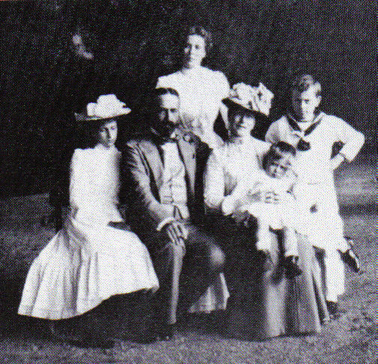
Вікторія разом із чоловіком і дітьми

На сімейних урочистостях Вікторія часто зустрічалася з принцом Людвігом Олександром Баттенбергом, який доводився принцесі далеким родичем. Він належав до морганатичної гілки Гессенського дому, який утратив право на успадкування престолу. Його батьками були принц Олександр Гессен-Дармштадтський і княгиня Юлія фон Баттенберг. По батькові принц був племінником російської імператриці Марії Олександрівни, першої дружини Олександра II. Людвіг прийняв британське підданство і служив офіцером на Королівському флоті.
Після кількох місяців жалоби через смерть принца Леопольда, герцога Олбані, Вікторія одружилася з Людвігом 30 квітня 1884 року в Дарштадті. Батько Вікторії не схвалював шлюб дочки, вважаючи принца надто бідним і нижчим за походженням. В день її шлюбу він одружився з простолюдинкою Александрине Гуттен-Чапською, що викликало сильне обурення серед всіх королівських родичів. Його шлюб розпався через рік. Після шлюбу Вікторія з чоловіком проживала у Великій Британії. Вікторія вирізнялася незалежністю поглядів, думка батька для неї не була авторитетною.

### Діти
Упродовж наступних 16 років Вікторія народила чотирьох дітей: Аліса, Луїза, Георг і Луїс.
Подружжя проживало в Чичестері, Волтоні-на-Темзі та в замку Гайлігенберг, Зеегайм-Юґенгаймі. У період, коли принц Людвіг служив на Середземноморському морі, Вікторія провела кілька зим на Мальті. У 1887 році принцеса захворіла на тиф. До червня того ж року її стан покращився, і вона змогла взяти участь у святкуванні Золотого ювілею[en] правління своєї бабусі королеви Вікторії. Принцеса цікавилася наукою, вивчала геологічну будову Мальти, брала участь в археологічних розкопках на острові та в Німеччині, читала книги з філософії.

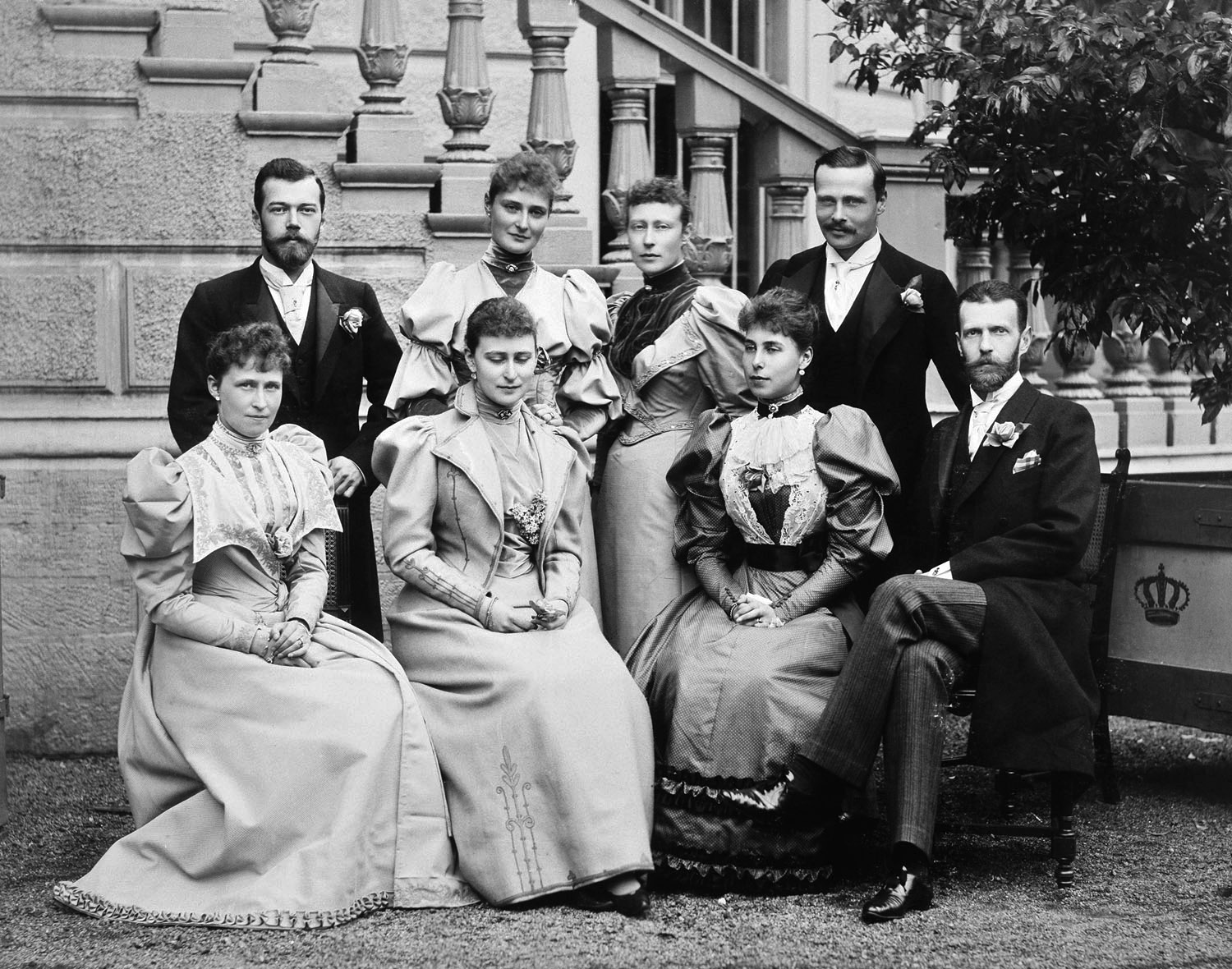
Вікторія (стоїть друга праворуч) разом із сестрами, братом і їхніми дружинами, квітень 1894 р.

Вікторія особисто викладала своїм дітям, вселяла в них нові погляди та ідеї. Вона навчала свого молодшого сина Луї до десяти років. У 1968 році син писав про матір:

…Я вважав її ходячою енциклопедією, всі знання, отримані впродовж життя вона накопичувала в собі. Мама робила мені великий подарунок, коли навчала мене. Кожна година була розписана, у нас був розклад на кожний день, і я повинен був вивчити всі уроки. Вона навчила мене долати труднощі в навчанні, бути старанним. Мама була настільки відвертою і відкритою зі мною, це було так незвично для члена королівського дому. Повністю вільна від політичних забобонів, ставилася до всього рівно і однаково.
Оригінальний текст (англ.)
– ...a walking encyclopedia. All through her life she stored up knowledge on all sorts of subjects, and she had the great gift of being able to make it all interesting when she taught it to me. She was completely methodical; we had time-tables for each subject, and I had to do preparation, and so forth. She taught me to enjoy working hard, and to be thorough. She was outspoken and open-minded to a degree quite unusual in members of the Royal Family. And she was also entirely free from prejudice about politics or colour and things of that kind.

У 1906 році Вікторія здійснила політ на дирижаблі Цепелін, пізніше літала на біплані. Принцеса писала про політ на останньому: «Це було незручно перевозити на ньому пасажирів, ми сиділи на добре закріплених сидіннях, обхопивши руками спину льотчика». До 1914 року Вікторія постійно відвідувала своїх родичів в Росії і Німеччині. Сестри Аліса і Єлизавета увійшли в російський імператорський дім. Аліса стала останньою російською імператрицею Олександрою Федорівною, а Єлизавета одружилася з великим князем Сергієм Олександровичем, дядьком Миколи II. Сестра Ірена стала дружиною брата Вільгельма II принца Генріха Прусського. Вікторія була однією з родичок імператриці, яка намагалася відмовити її від впливу Распутіна. У 1914 році Вікторія разом із дочкою Луїзою перебувала в Єкатеринбурзі. Але поїздка була перервана раптовим початком Першої світової війни. Людвіг телеграфував їм негайно повернутися до Великої Британії. Спочатку вони вирушили в Санкт-Петербург, далі через Естонію, потім у нейтральну Швецію. У норвезькому місті Берген їм вдалося сісти на корабель до Великої Британії.

### Подальше життя

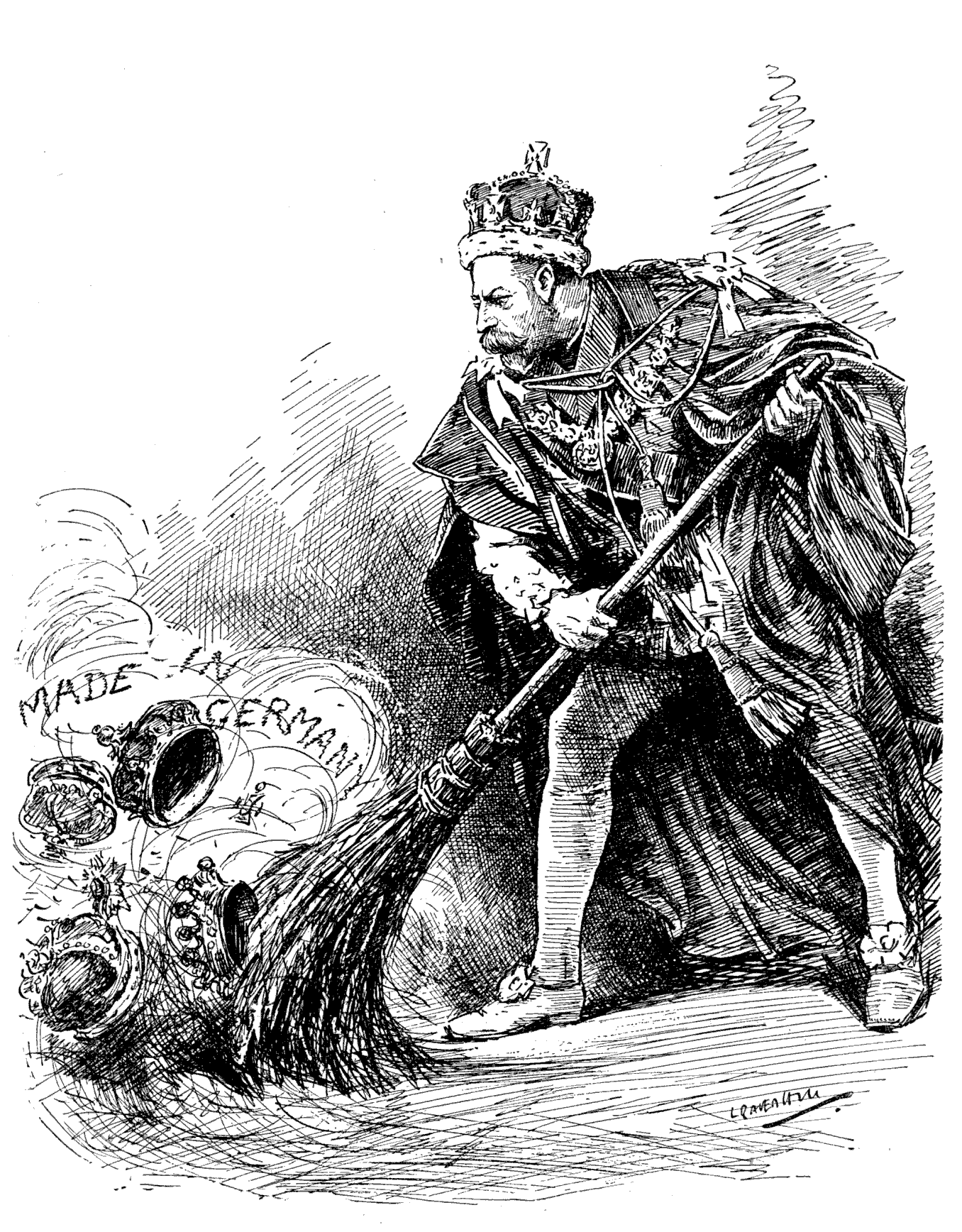
Карикатура на короля Георга V, що змітає всі німецькі титули своїх родичів, 1917 р.

Після початку війни Людвіг був змушений піти у відставку з морського флоту через своє німецьке походження. Під час війни подружжя проживало в Кент-хаусі на острові Вайт, відданому в розпорядження Вікторії її тіткою Луїзою, герцогинею Аргайльською. Вікторія звинувачувала у відставці чоловіка чинний уряд, вона не вважала хорошим політиком Вінстона Черчилля. Триваюча суспільна ворожість до Німеччини змусила короля Георга V відмовитися від всіх німецьких титулів, звань і нагород. Те ж саме він попросив зробити всіх членів його величезної сім'ї. 14 липня 1917 року Вікторія разом із чоловіком відмовилися від титулу «принців Баттенберг», взявши англізовану версію свого прізвища Маунтбеттен. Через чотири місяці король дарував подружжю титул «маркізів Мілфорд-Гейвен». Під час війни дві сестри Вікторії, Аліса і Єлизавета, були вбиті в Росії, скинутий із престолу великий герцог Гессенський Ернст Людвіг, брат Вікторії. У січні 1921 року вона була присутня при похованні останків сестри Єлизавети в Єрусалимі. Тіло Аліси не було знайдено за життя Вікторії.
Чоловік Вікторії помер 1921 році в Лондоні після зустрічі з нею у військово-морському клубі на вулиці Пікаділлі. Людвіг став скаржитися на погане самопочуття, вона вмовила його відпочити в одній із кімнат клубу. Вікторія викликала лікаря, який, приїхавши, прописав усі ліки. Після цього вона вийшла разом із лікарем із кімнати чоловіка заповнити рецепт. Через кілька хвилин вона ввійшла до кімнати і виявила його мертвим. Після його смерті Вікторія переїхала в Кенсінгтонський палац. У 1930 році в її дочки Аліси трапився нервовий зрив, їй був поставлений діагноз шизофренія. Наступні роки Вікторія перебувала біля свого онука Філіпа. Принц Філіп згадував: «Мені подобалося перебувати в товаристві бабусі, вона прекрасно ладила з дітьми, правильно знаходила підходи до мене… вміла поєднувати раціональне і емоційне.»
У 1937 році помер брат Вікторії Ернст Людвіг. Незабаром після цього його дружина, їх син, невістка та двоє онуків загинули в авіакатастрофі. Загибла невістка доводилась Вікторії онукою. Вона була одружена з сином Ернста Людвіга наслідним принцом Георгом Донаусом. Подружжя та двоє їхніх дітей (правнуки Вікторії) загинули в цій авіакатастрофі, коли летіли на весілля до молодшого сина Ернста Людвіга принца Людвіга в Лондоні. На момент катастрофи Сесілія була вагітна четвертою дитиною, останки якої були знайдені на місці катастрофи. Єдина дочка подружжя принцеса Йоганна, що не полетіла разом із батьками, була удочерена принцом Людвігом і його дружиною, але померла в 1939 році від менінгіту.
Наступною трагедією в житті Вікторії стала смерть сина Георга від раку кісток в 1938 році. Онука Вікторії, Леді Памела Гікс [en] у своїх спогадах писала про «постійні сльози бабусі Вікторії». Під час Другої світової війни Вікторія провела деякий час в Віндзорському замку разом із королем Георгом VI, його дружиною та двома їх дочками. Дочка Вікторії Аліса упродовж чотирьох років війни залишалася в окупованій Греції і не могла писати матері до Великої Британії. Після перемоги у війні єдиному сину Вікторії, що вижив, Луїсу запропонували посаду віцекороля Індії. Вікторія рішуче виступала проти цього призначення, боячись за його життя, але вплинути ніяк не змогла.
Улітку 1950 року Вікторія захворіла бронхітом (вона курила з 16 років), перебуваючи в Бродландсе [en], графство Гемпшир, у будинку свого сина. Вона писала: «Краще я помру вдома». Овдовіла маркіза повернулася в Кенсінгтонський палац, де і померла 24 вересня 1950 року. Похована чотири дні по тому на острові Вайт поруч із чоловіком.

### Спадщина
За допомогою своєї близької подруги і фрейліни баронеси Софії Буксгевден Вікторія написала неопубліковані мемуари. Зараз вони перебувають в архіві Маунтбеттенів Саутгемптонського університету, який залишається цікавим джерелом для істориків королівських сімей. Листи королеви Вікторії своїй онуці Вікторії були опубліковані істориком Річардом Г'ю [en] з ініціативи Леді Памели Гікс Син Вікторії згадував про матір: «Моя мати вміла швидко міркувати, швидко говорити, була агресивною в розмові, вміла чітко аргументувати свої думки.» Внучка Вікторії писала: «Бабуся була грізною жінкою, але ми її ніколи не боялися… вона була надзвичайно чесною людиною, повна здорового сенсу». В кінці життя Вікторія написала епітафію до свого сина:

Те, що буде жити після нас, це добре виконана робота, зроблена нами самостійно, не має нічого спільного з титулом або походженням. Я ніколи не думала, що буду відома тільки як твоя мати. Ти так відомий сьогодні, а мене не знає ніхто, і я не хочу бути відомою.
Оригінальний текст (англ.)
– What will live in history is the good work done by the individual & that has nothing to do with rank or title ... I never thought I would be known only as your mother. You're so well known now and no one knows about me, and I don't want them to.

У шлюбі з принцом Людвігом Олександром Баттенберг, маркізом Мілфорд-Хейвен народилося четверо дітей:
- Вікторія Аліса Єлизавета Юлія Марія (1885—1969) — одружена з Андрієм, принцом Грецьким, у шлюбі народилося чотири дочки і син, принц Філіп Грецький, який у 1947 році одружився з майбутньою королевою Єлизаветою II, у шлюбі з якою взяв прізвище матері (Маунтбеттен);
- Луїза Олександра Марія Ірена (1889—1965) — одружена з королем Швеції Густавом VI Адольфом (друга дружина, з 1950 королева), одна дочка, яка померла після народження;
- Георг Луї Віктор Генрі Серж (1892—1938) — маркіз Мілфорд-Гейвен, одружений із графинею Надією Михайлівною Торбі, мав сина і дочку;
- Луїс Френсіс Альберт Віктор Ніколас (1900—1979) — граф Маунтбеттен Бірманський, адмірал флоту, був одружений з Едвіною Ешлі[en], дві дочки.

|                                                        |  |  |
| Діти Вікторії, зліва направо: Аліса, Луїза, Георг Луїс |  |  |